# 益田兼高
益田 兼高（ますだ かねたか）は、平安時代末期から鎌倉時代初期の石見国の武将。御神本氏（益田氏）第4代当主。
御神本氏第3代当主御神本兼栄の長子として生まれる。はじめ御神本兼経と名乗った。
治承・寿永の乱において、周辺では平家寄りないし様子見の豪族が多い中で、石見国で唯一源頼朝の呼びかけに応えて父兼栄とともに一ノ谷の戦いに参加。元暦元年（1184年）、石見国の押領使に補任された。壇ノ浦の戦いでは平家長と相対し、兵船25艘を捕獲し280人を討ち取る戦功をあげた。
これらの功によって、代々開発してきた益田庄・長野庄をはじめとした所領を安堵され、父兼栄と合わせて鹿足郡を除く石見国一円に22ヶ所の所領を有する石見国第一の豪族の地位を確立した。
壇ノ浦の戦い後に名を兼高に改め、さらに建久3年（1192年）に上府御神本から美濃郡益田の土居屋敷（現在の大谷居館跡）に移住してからは益田氏を名乗った。翌建久4年（1193年）に七尾城の築城に着手している。
神仏の崇敬も篤く、益田移住に際しては上府から住吉神社を移転、七尾城築城の際は城内に祇園社を創建している。
所領は子の兼季・兼信（三隅氏祖）・兼広（福屋氏祖）によって分割相続され、益田氏の当主は兼季が継いだ。